# Balonmano Ciudad de Almería
El Balonmano Ciudad de Almería fue un equipo de balonmano de Almería, España, que jugó 7 temporadas en ASOBAL, desapareciendo en el 2009. 

## Historia
En la temporada 2007-08, pierde la categoría, quedando colista con 16 puntos, a un punto de la salvación. Tras la descalificación del Club Balonmano Cantabria, la plaza le fue ofrecida al conjunto almeriense, volviendo a la máxima categoría. Tras una temporada con pocos refuerzos, problemas económicos y con parte de plantilla de cantera sin ninguna experiencia en la categoría, realiza una temporada con solo 5 puntos.  Finalizada la temporada tras haber descendido a División de Honor B, y con graves problemas económicos renuncia a esa categoría, sufriendo un nuevo descenso a Primera División Nacional de Balonmano. A pesar de haberse inscrito, se retira antes de comenzar la liga. Después de haber anunciado sacar equipo sénior en categoría provincial y equipos en categorías de base, no inscribe a ningún equipo. Poco después, recibe una multa de 3.000e por parte de la Federación por retirada fuera de plazo, que unida a las denuncias por impagos provoca la desaparición del club.

## Trayectoria
| Temporada | Categoría           | Puesto | Copa del Rey | Notas                                     |
| --------- | ------------------- | ------ | ------------ | ----------------------------------------- |
| 1991-92   |                     |        |              |                                           |
| 1992-93   |                     |        |              |                                           |
| 1993-94   |                     |        |              |                                           |
| 1994-95   | División de Honor B | 5º     | No clasificó |                                           |
| 1995-96   | División de Honor B | 5.º    | No clasificó |                                           |
| 1996-97   | División de Honor B | 5.º    | No clasificó |                                           |
| 1997/98   | División de Honor B | 13.º   | No clasificó |                                           |
| 1998/99   | División de Honor B | 7º     | No clasificó |                                           |
| 1999-00   | División de Honor B | 4º     | No clasificó |                                           |
| 2000-01   | División de Honor B | 3º     | No clasificó | Asciende a ASOBAL por primera vez         |
| 2001-02   | Liga Asobal         | 16º    | No clasificó |                                           |
| 2002-03   | División de Honor B | 6º     | No clasificó | Compra la plaza del Club Balonmano Gáldar |
| 2003-04   | Liga Asobal         | 10º    | No clasificó |                                           |
| 2004-05   | Liga Asobal         | 14º    | No clasificó |                                           |
| 2005-06   | Liga Asobal         | 11.º   | 1/4          |                                           |
| 2006-07   | Liga Asobal         | 11.º   | No clasificó |                                           |
| 2007-08   | Liga Asobal         | 16º    | No clasificó | No desciende al ser repescado             |
| 2008-09   | Liga Asobal         | 16º    | No clasificó | Desciende y desaparece el club            |

```
LEYENDA

 :Ascenso de categoría

 :Descenso de categoría

 :Descenso administrativo
```

## Plantilla 2008/09
| Nº | NOMBRE                | NACIONALIDAD        | POSICIÓN          |
| 1  | Héctor Tomás          | Bandera de España   | Portero           |
| 2  | Guillaume Roche       | Bandera de Francia  | Pivote            |
| 3  | Ismael Safiani        | Bandera de España   | Extremo izquierdo |
| 8  | José Marcos Guirado   | Bandera de España   | Lateral izquierdo |
| 9  | Alexander Tioumentsev | Bandera de Rusia    | Central           |
| 11 | Manuel Rodríguez      | Bandera de España   | Pivote            |
| 15 | Adrián Crowley        | Bandera de España   | Extremo izquierdo |
| 17 | Alejandro Criado      | Bandera de España   | Extremo derecho   |
| 18 | Jesús López           | Bandera de España   | Pivote            |
| 19 | Eloy Félez            | Bandera de España   | Central           |
| 20 | Javier Bertos         | Bandera de España   | Lateral derecho   |
| 21 | Jose Cohelo           | Bandera de Portugal | Lateral izquierdo |
| 23 | Eloy González         | Bandera de España   | Pivote            |
| 27 | Juan José Ruesga      | Bandera de España   | Lateral izquierdo |
| 66 | Ricardo Amérigo       | Bandera de España   | Portero           |
| -- | --------------------- | ------------------- | ----------------- |

## Información del pabellón
- Nombre: - Mpal. Rafael Florido
- Ciudad: - Almería
- Capacidad: - 2.000 personas
- Dirección: - Avda. del Mediterráneo, 228